# Кончеево
Кончеево — деревня в Новомосковском административном округе Москвы  (до 1 июля 2012 года была в составе Ленинского района Московской области). Входит в состав поселения Филимонковское.

## История
Название деревни, предположительно, произошло от некалендарного личного имени Кончей.
В XIX веке деревня Кончеево входила в состав Десенской волости Подольского уезда. В 1899 году в деревне проживало 172 человека.
Согласно Всероссийской переписи, в 2002 году в деревне проживало 2 мужчины. По данным на 2005 год в деревне проживало 2 человека.

## Расположение
Деревня Кончеево находится примерно в 7 км к юго-западу от центра города Московский. Ближайший населённый пункт — деревня Харьино (на востоке).